# 区域中心城市
区域中心城市是中国大陆官方对城市依据城镇体系规划进行的一种划分方式，是指具有重要区域意义的省会城市及副省级城市，区域中心城市的培育将促进区域经济社会的发展，缩小地区间发展水平的差距。区域中心城市的概念范围在2010年2月的《全国城镇体系规划（2010-2020年）（草案）》被调整为中国地理大区的区域中心，而非省级区域的区域中心。

## 内容

### 2005年正式版
《全国城镇体系规划纲要（2005-2020年）》显示，中华人民共和国的区域中心城市有：重庆、沈阳、大连、长春、哈尔滨、南京、杭州、宁波、厦门、济南、青岛、武汉、深圳、成都、西安、石家庄、太原、呼和浩特、合肥、福州、南昌、郑州、长沙、南宁、海口、贵阳、昆明、兰州、西宁、银川和乌鲁木齐。

### 2010年草案版
2010年2月，中华人民共和国住房和城乡建设部城镇体系规划课题组所编制的《全国城镇体系规划（2010-2020年）（草案）》提升了对区域中心城市的要求，并将原先的省级行政区级的区域概念的范围扩大，并确定中国的区域中心城市为沈阳（东北）、南京（华东）、武汉（华中）、深圳（华南）、成都（西南）和西安（西北）。同时，新的规划草案将重庆市由区域中心城市提升至国家中心城市。

### 2016年
2016年5月，经国务院同意，发改委和住建部联合印发《成渝城市群发展规划》指导文件，成都成为国家中心城市。 同年12月，经国务院批复同意、国家发改委正式发布的《促进中部地区崛起“十三五”规划》中，武汉和郑州成为国家中心城市。